# Magdeleine Hours
Pour les articles homonymes, voir Hours.
Magdeleine Hours, née le 5 août 1913 dans le 4e arrondissement de Paris et morte le 22 mars 2005,, est une conservatrice de musée et historienne de l'art française, spécialiste de la restauration des peintures.

## Biographie
Magdeleine Hours est une ancienne conservatrice des musées, spécialiste de la restauration des œuvres d'art. Ancienne directrice du Laboratoire de recherche des Musées de France (LRMF), professeur à l’École du Louvre, Inspecteur général des musées, elle a permis une avancée dans la connaissance du peintre Georges de La Tour en profitant de l'occasion du rassemblement des œuvres du peintre lorrain en 1972 pour les faire radiographier.
Elle s'intéresse à la télévision très tôt, en 1950, elle présente une émission sur le laboratoire du Louvre, puis produit plusieurs émissions télévisées à partir de 1958.
Elle a publié plusieurs ouvrages. En 1965, elle obtient le Prix Nadar pour son ouvrage Les Secrets des chefs-d’oeuvre, consacré à la photographie ancienne et moderne.
Une exposition sur ses travaux eut lieu au Grand-Palais en 1980, La Vie mystérieuse des chefs-d'œuvre.
En 1965, elle entreprend la fouille du tumulus du Terrier de la Fade, dont elle est propriétaire, à Courcoury.
Magdeleine Hours a été présidente d'honneur de l'association à vocation culturelle, Amitiés internationales André Malraux.
Elle est la mère de trois enfants : Antoine (1942), Emmanuel (1945) et Laurent (1947).

## Publications
- (avec M. Anglade) L'Œuvre d'art et les méthodes scientifiques, catalogue de l'exposition (musée de l'Orangerie, mars-avril 1949), Paris : Éd. Musées nationaux, 1949
- (avec M. Florisoone et J. Bouchot-Saupique) Hommage à Léonard de Vinci : exposition en l'honneur du cinquième centenaire de sa naissance, Paris : Éd. des Musées nationaux, 1952
- À la découverte de la peinture par les méthodes physiques, Paris : Arts et métiers graphiques, 1957
- (avec G. Bazin, Sir A. Blunt, C. Sterling), Nicolas Poussin, catalogue de l'exposition (Paris, musée du Louvre, mai-juillet 1960), Paris: Édition des Musées nationaux, 1960
- L'Analyse par microfluorescence X appliquée à l'archéologie. Symposium au Laboratoire des Musées de France, Madeleine Hours (éd.), Paris, juin 1977, 227 p.
- La Vie mystérieuse des chefs-d’œuvre. La science au service de l'art, catalogue d'exposition (Grand Palais, 10 oct. 1980-5 janvier 1981), Paris : Réunion des musées nationaux, 1980
- Les Secrets des chefs-d’œuvre, Paris : R. Laffont-Del Duca, 1964 (prix Nadar, 1965). Rééd. 1982. Nouv éd., Robert Laffont, 1988

Prix Hercule-Catenacci de l'Académie française en 1980
- Analyse scientifique et conservation des peintures, Fribourg : Office du Livre, 1976. Rééd. 1986
- Jean-Baptiste-Camille Corot, Paris : Éditions Cercle d'Art, 1979. Rééd. 1983, 1985
- Au-delà du visible : 10 tableaux Campana aux rayonx X, catalogue de l'exposition (Avignon, musée du Petit Palais, avril-octobre 1980), Avignon : Musée du Petit Palais, 1980
- Le Laboratoire de recherche des musées de France, Paris : Réunion des Musées nationaux, 1982
- Jean-Baptiste- Camille Corot, Gennevilliers : Ars Mundi, 1986. Rééd. 1992
- Une vie au Louvre, Paris : Robert Laffont, 1987

Prix Alice-Louis-Barthou de l’Académie française